# Anna Koivunen
Anna Koivunen (6 november 2001) is een voetbalspeelster uit Finland. Ze speelt als verdediger voor Djurgårdens in de Damallsvenskan.

## Clubcarrière
Koivunen speelde in haar jeugdjaren voor TPS en KaaPo. Na een jaartje bij Pyrkivä Turku keerde ze in 2018 terug bij TPS. In 2019 verliet ze deze club voor HJK in Helsinki. In 2019 eindigde ze haar periode bij de club door Fins landskampioen te worden. Na twee jaar ging ze bij het Zweedse Linköpings FC haar eerste buitenlandse avontuur aan. In Zweden kwam ze ook uit voor IFK Kalmar en IF Brommapojkarna. Na het seizoen 2024 verliet ze de club.
Koivunen maakte op 16 december 2024 de overstap naar Djurgårdens IF.

## Statistieken
| Seizoen | Club              | Land    | Competitie        | Wedstrijden | Doelpunten |
| ------- | ----------------- | ------- | ----------------- | ----------- | ---------- |
| 2018    | TPS               | Finland | Kansallinen Liiga | 6           | 0          |
| 2019    | HJK               | Finland | Kansallinen Liiga | 20          | 0          |
| 2020    | HJK               | Finland | Kansallinen Liiga | 18          | 0          |
| 2021    | Linköpings FC     | Zweden  | Damallsvenskan    | 9           | 0          |
| 2022    | Linköpings FC     | Zweden  | Damallsvenskan    | 0           | 0          |
| 2023    | IFK Kalmar        | Zweden  | Damallsvenskan    | 14          | 0          |
| 2023    | IF Brommapojkarna | Zweden  | Damallsvenskan    | 9           | 0          |
| 2024    | IF Brommapojkarna | Zweden  | Damallsvenskan    | 26          | 0          |
| 2025    | Djurgårdens IF    | Zweden  | Damallsvenskan    | 0           | 0          |
| Totaal  | Totaal            | Totaal  | Totaal            | 102         | 0          |

Laatste update: 13 maart 2025

## Interlandcarrière
Koivunen maakte haar debuut voor de Finse nationale ploeg op 25 februari 2025 in een uitwedstrijd tegen Hongarije.